# باسل كينغ
باسل كينغ (بالإنجليزية: Basil King)‏ (و. 1859 – 1928 م) هو كاتب كندي، ولد في تشارلوت تاون، توفي في كامبريدج، ماساتشوستس، عن عمر يناهز 69 عاماً.

## روابط خارجية
- باسل كينغ على موقع إن إن دي بي (الإنجليزية)